# Flemming

Herb Fleming

Flemming (Flemingowie, Flemmingowie, von Flemming) – zniemczony flamandzki ród szlachecki, wywodzący się z Flandrii (dzisiejsza Belgia), zamieszkujący Pomorze Zachodnie od okresu średniowiecza (XIII w.) do XIX/XX wieku.

## Historia

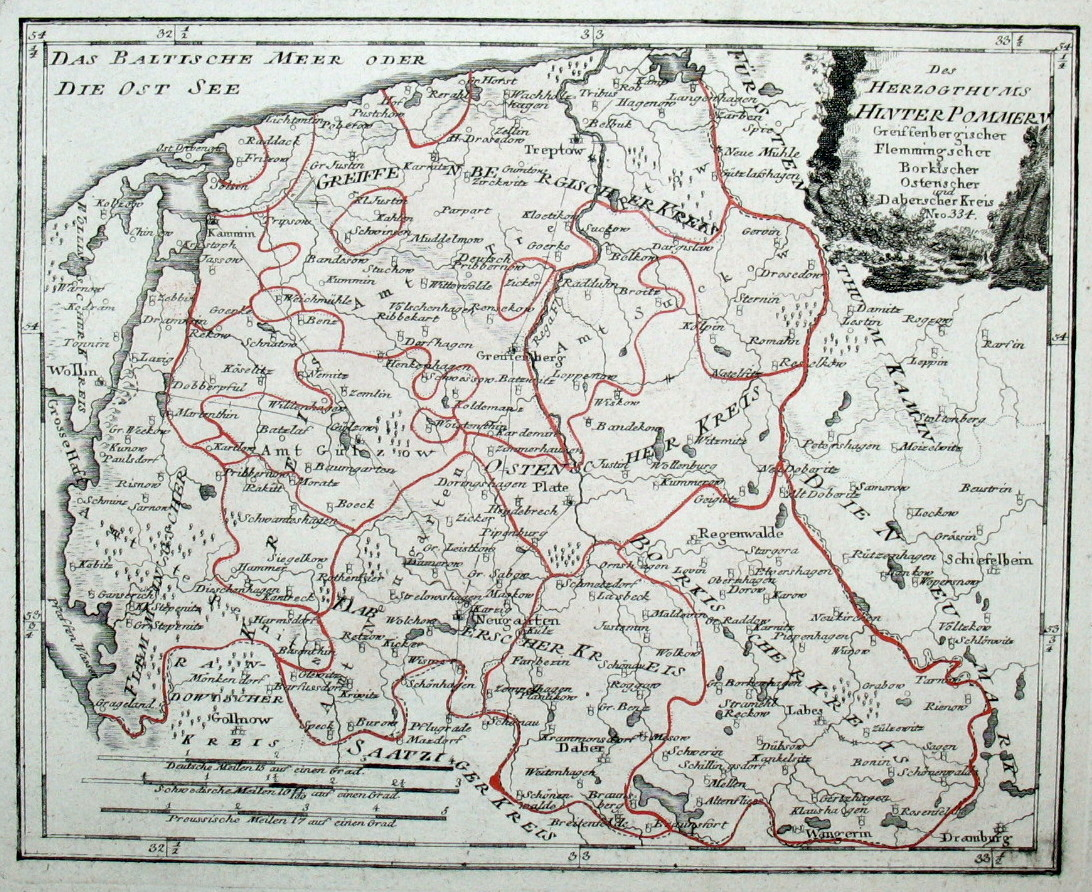
Flemmingscher Kreis na mapie Pomorza Tylnego (Hinterpommern) Reilly, 1795/1796

Nazwisko Flemmingów wskazuje na flamandzkie korzenie rodu i związane jest z niemiecką ekspansją na tereny słowiańskie na wschód od Łaby oraz z założeniem Marchii Brandenburskiej przez Albrechta Niedźwiedzia (1157). Na podbitych obszarach margrabia i arcybiskup magdeburski Wichmann z Seeburga prowadzili intensywną akcję kolonizacyjną, osiedlając tu m.in. osadników flamandzkich. 
Obecność Flemmingów na Pomorzu notowana jest od 1225, kiedy to wzmiankuje się rycerza Nikolausa Flemminga. Znanym przodkiem Flemmingów był Thamm Flemming, marszałek pomorski, który między 1281 a 1302 występuje jako właściciel Stepnicy. Z kolei z synem tegoż – Konradem – związane są najstarsze informacje o herbie rodu. Potomkowie skupili w swym ręku liczne posiadłości ziemskie w rejonie Wolina i Kamienia Pomorskiego, stąd powiat kamieński nazywany był „powiatem Flemmingów” (Flemmingscher Kreis).
Posiadali oni posiadłości także w okolicach Maszewa (Budzieszowce, Maciejewo, Mosty, Burowo i in.). Z czasem rozrodzony ród Flemmingów zyskał w XVIII-XIX w. duże znaczenie (szczególnie w Saksonii i Prusach, w mniejszym stopniu w Polsce) oraz liczne posiadłości w Brandenburgii, pruskiej części Saksonii, w Saksonii, Turyngii, Galicji, na Śląsku oraz w Rosji, Szwecji, Finlandii, Szkocji i we Włoszech. W XVIII wieku osiągnęli godności ministerialne i generalskie w Rzeczypospolitej.
Własnością Flemmingów od 1724 był zamek Crossen w Crossen an der Elster koło Eisenberga w Turyngii. Rodzina mieszkała w nim do roku 1925, kiedy to zmarła Elisabeth von Heyking z domu Flemming, a zamek przeszedł w ręce jej spadkobiercy, Edmunda von Bockum-Dolffs.

## Przedstawiciele rodu

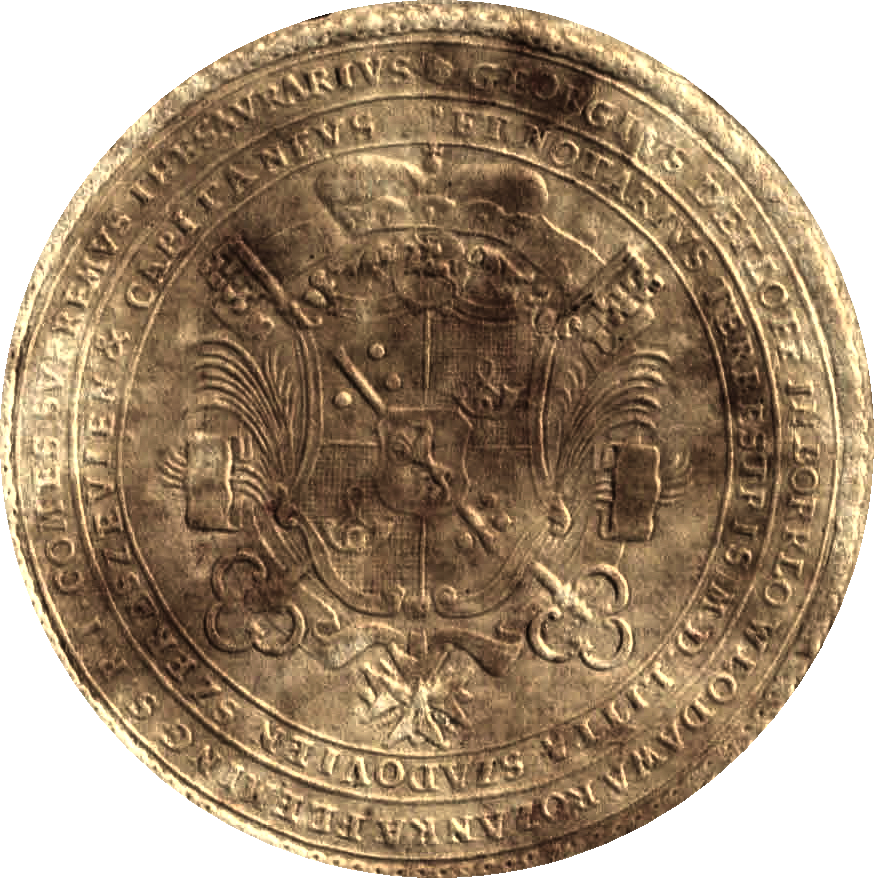
Pieczęć podskarbiego wielkiego litewskiego Jana Jerzego Flemminga z 1757 roku

- Heino Heinrich von Flemming (1632–1706), marszałek polny saski i pruski, uczestnik wojny polsko-tureckiej 1672–1676 po stronie polskiej
- Henryk Fleming (1230–1300), biskup warmiński
- Joachim Friedrich von Flemming(inne języki) (1665–1740), saski polityk i generał, pomorski posiadacz ziemski
- Jakub Henryk Flemming (1667–1728), polski i saski polityk i wojskowy, generał artylerii koronnej, koniuszy wielki litewski, tajny radca
- Johann Friedrich von Flemming(inne języki) (1670–1733), saski wielki łowczy
- Bogislaw Bodo von Flemming(inne języki) (1671–1732), saski generał, właściciel Świerzna[9]
- Johann Georg von Flemming (1679–1747), saski generał i urzędnik państwowy
- Adam Fryderyk Flemming (1687–1744), szambelan króla Augusta II Mocnego
- Jerzy Detloff Flemming (1699-1771), polski i saski polityk oraz generał, podskarbi wielki litewski, wojewoda pomorski, ojciec Izabeli Czartoryskiej
- Karl Georg Friedrich von Flemming (1705–1767), saski dyplomata, polski generał
- Friedrich von Flemming(inne języki) (1707–1777), członek zakonu joannitów, marszałek krajowy (Landmarschall) Landtagu pomorskiego
- Jan Henryk Józef Jerzy Flemming (1752–1830), polski urzędnik i dworzanin
- Karl von Flemming(inne języki) (1872–1938), niemiecki polityk, poseł Reichstagu z ramienia Deutschkonservative Partei(inne języki), członek DNVP
- Tamm von Flemming (1812-1886) był pruskim generałem majorem.

## Pałace, zamki i dwory

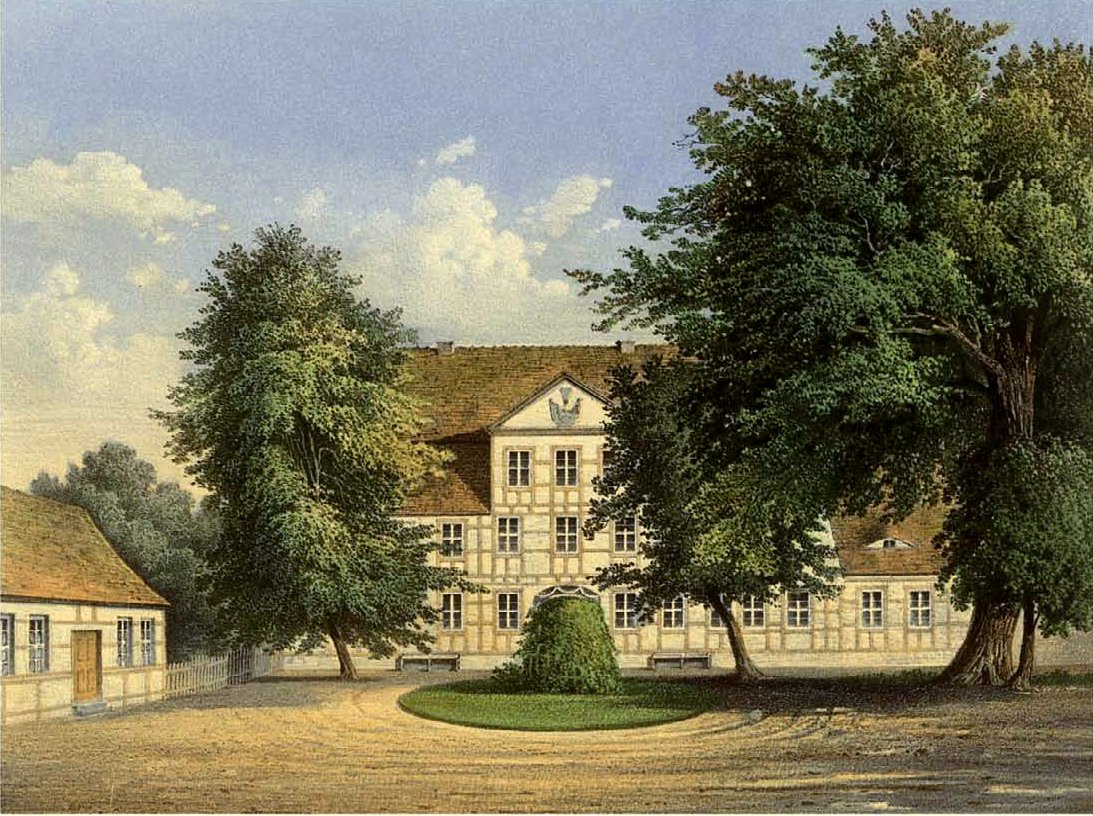
Pałac w Bodzęcinie (niezachowany)
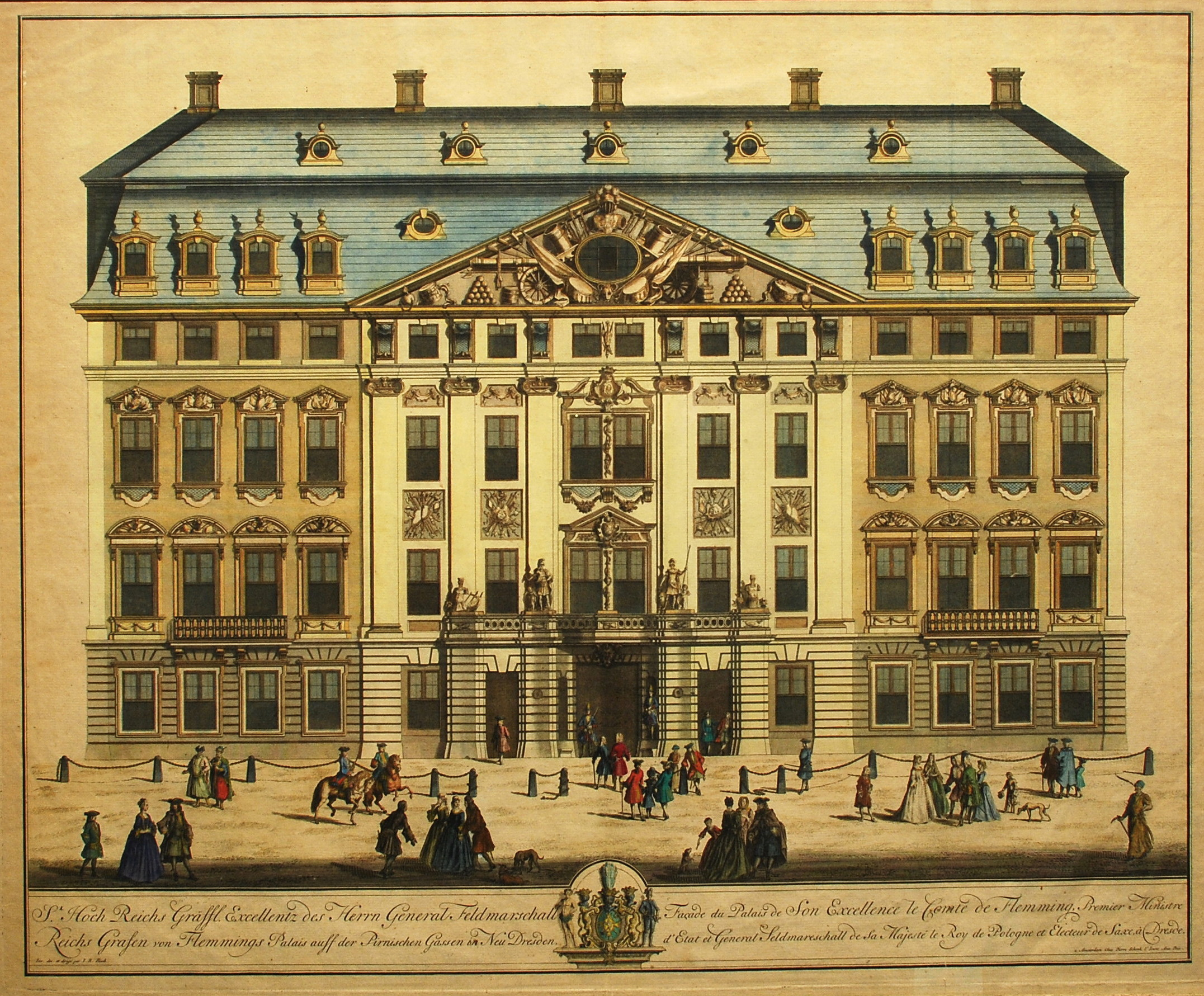
Pałac w Dreźnie (niezachowany)
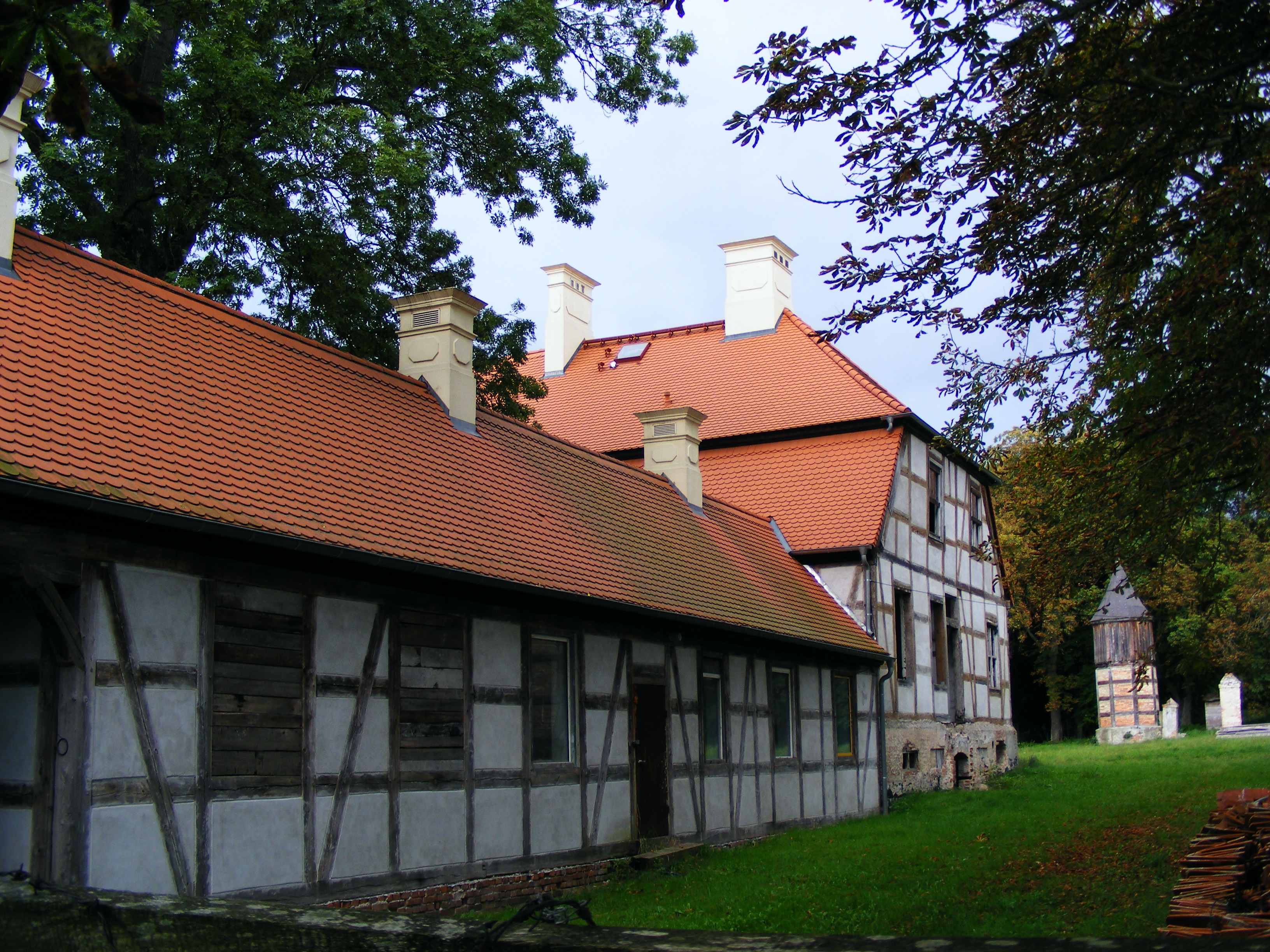
Dwór w Świerznie
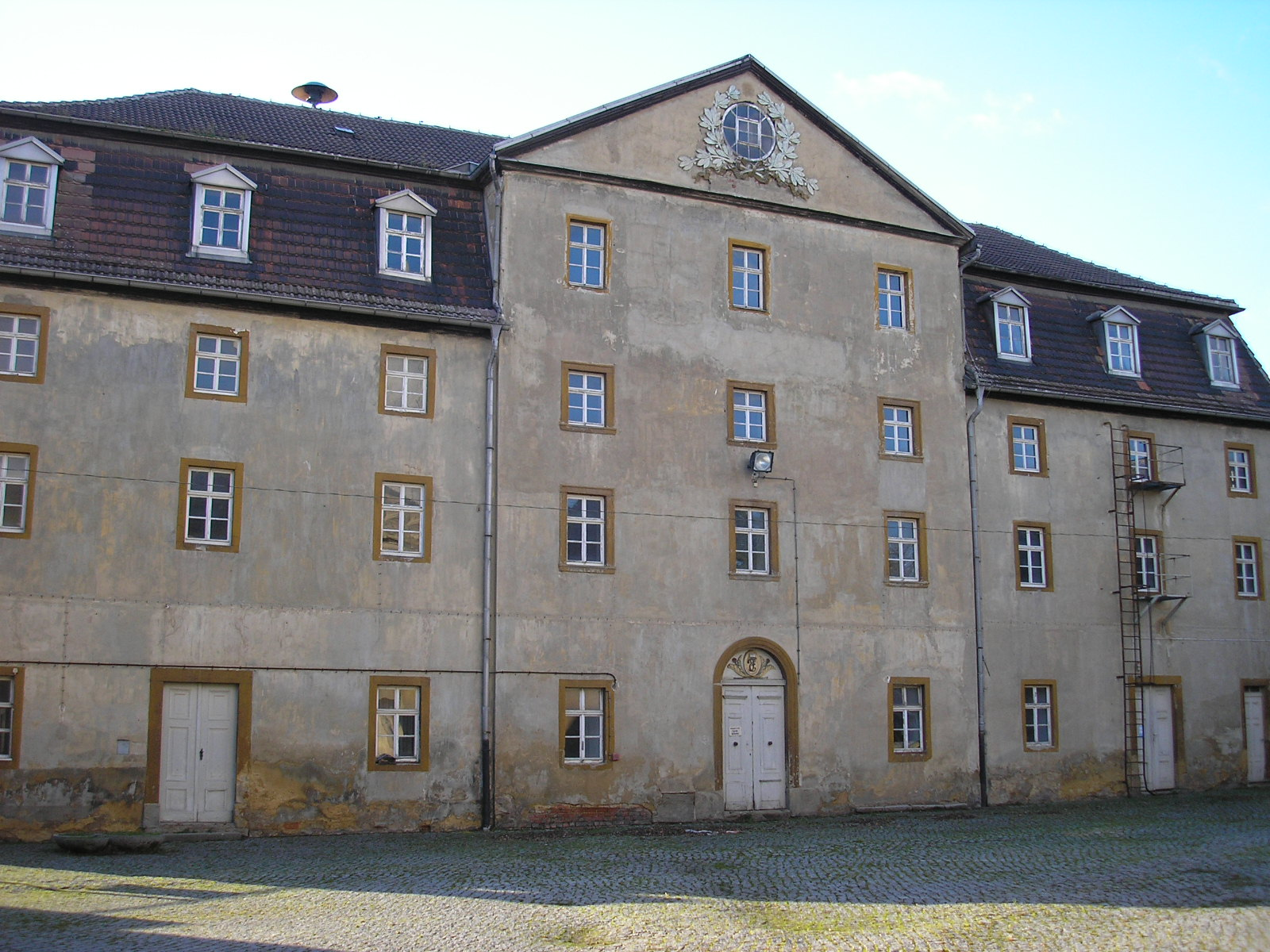
Pałac w Crossen
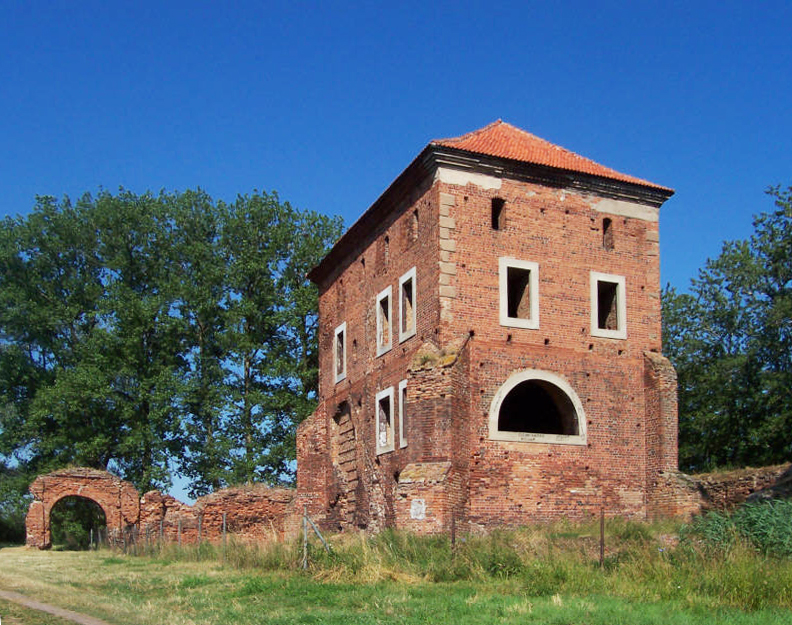
Zamek w Gołańczy
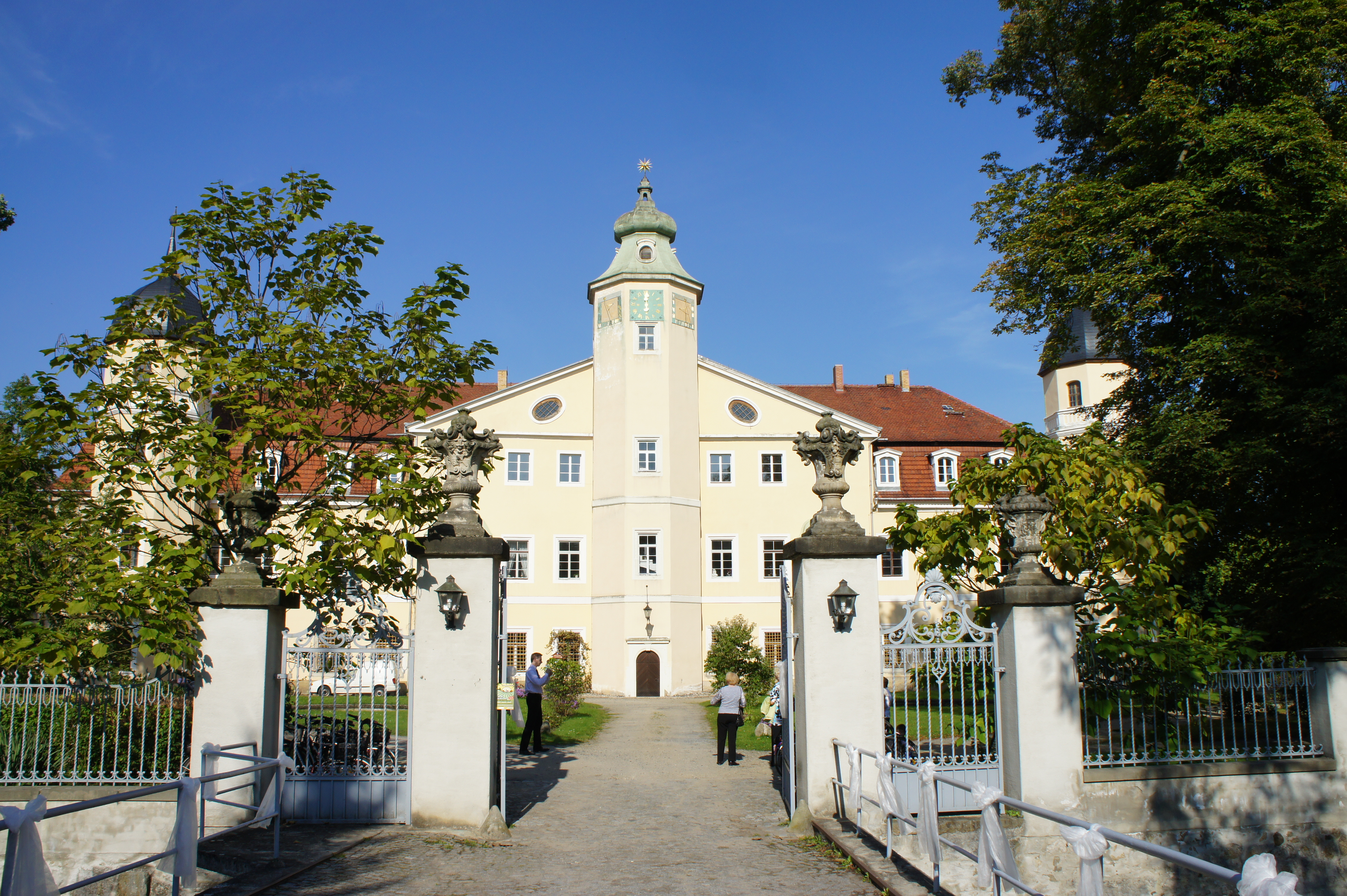
Pałac w Hermsdorf
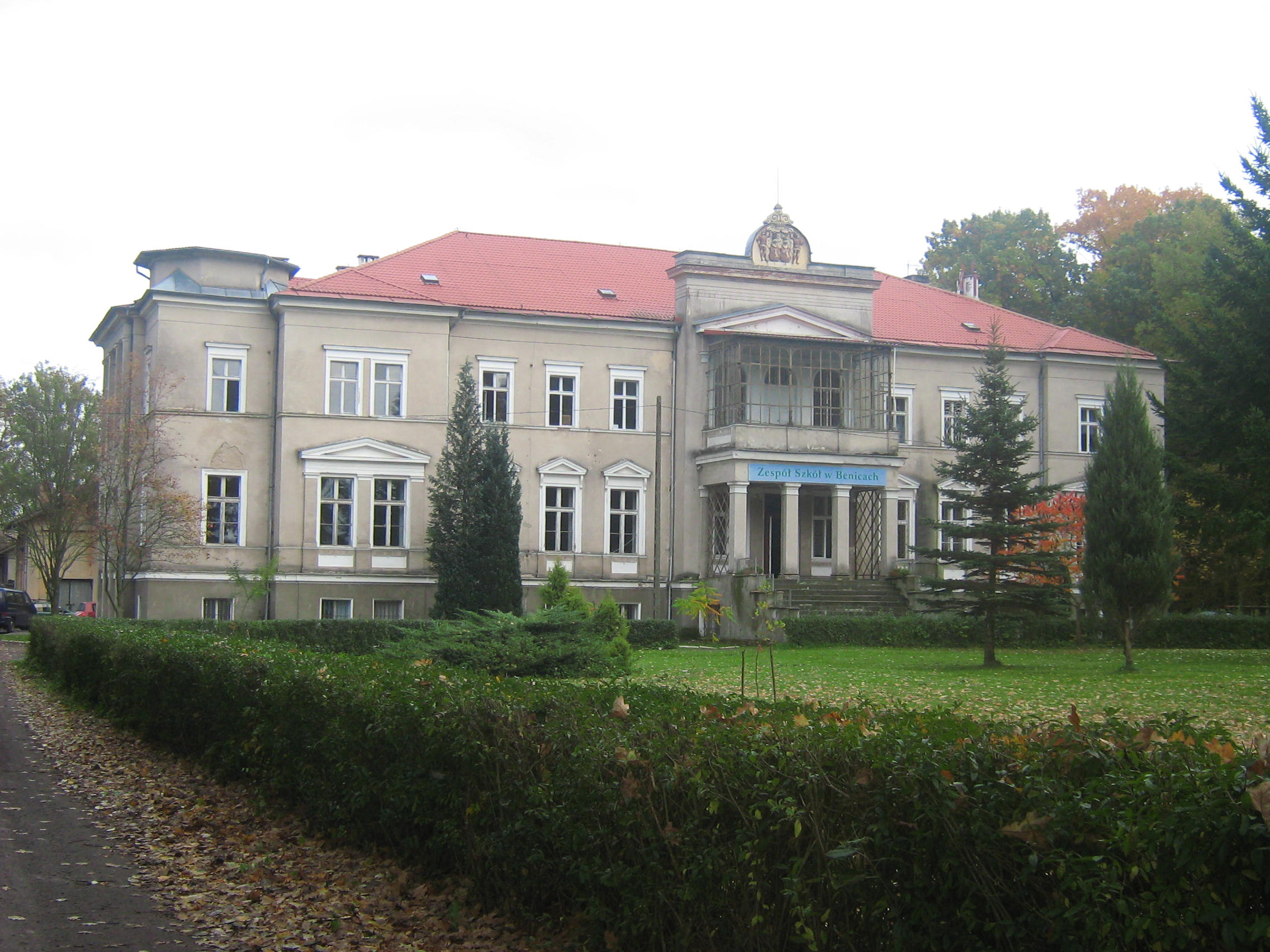
Pałac w Benicach
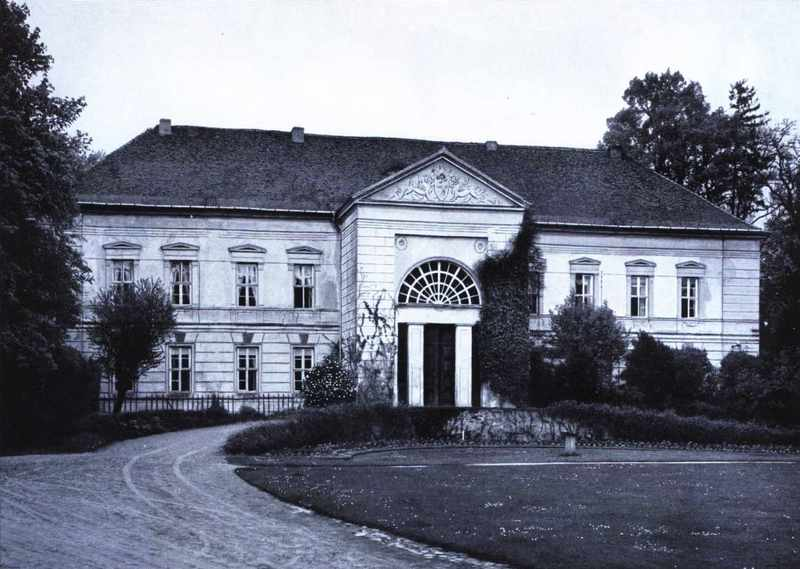
Pałac w Bukowie (niezachowany)
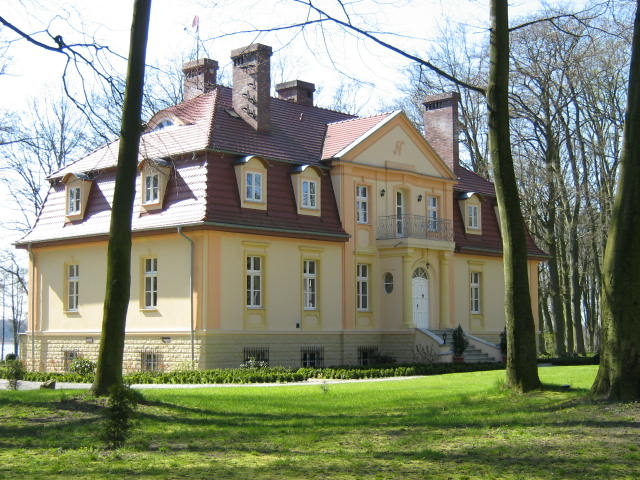
Dworek w Mierzęcinie
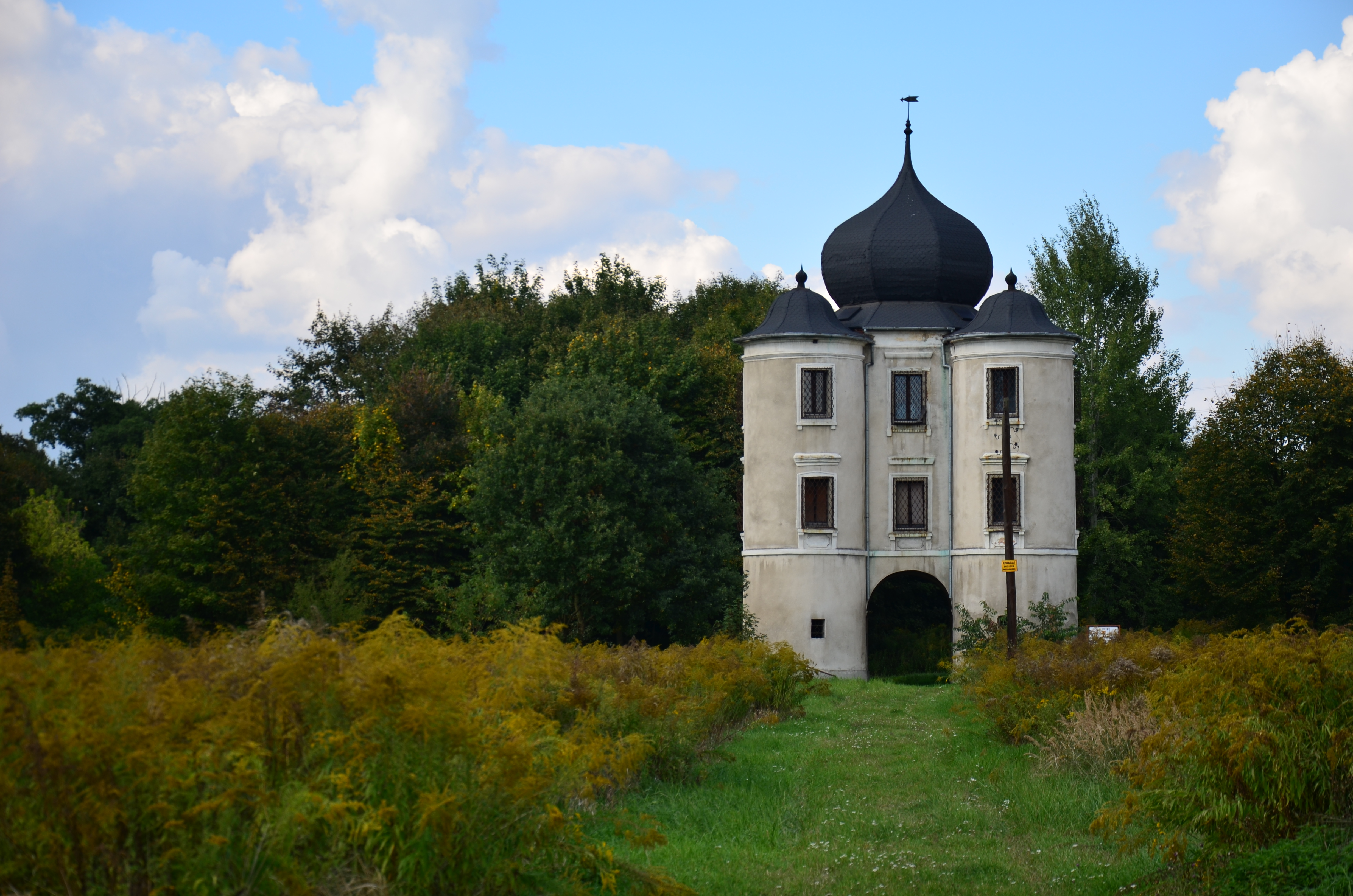
Pałacyk w Sławięcicach
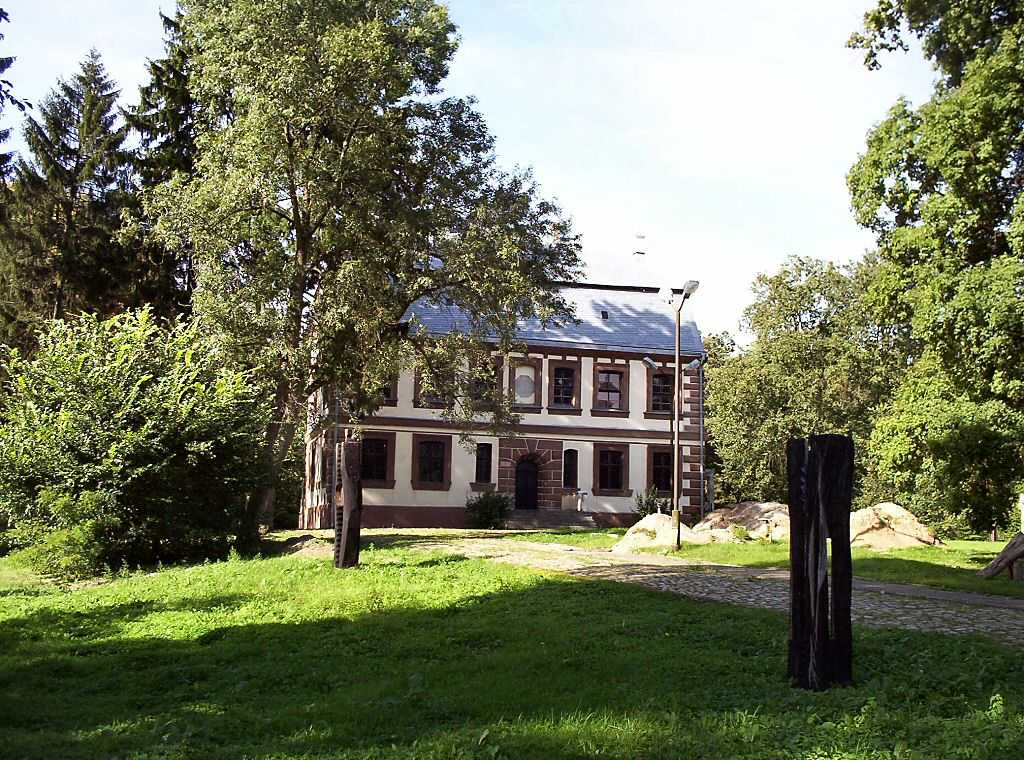
Dwór w Buku
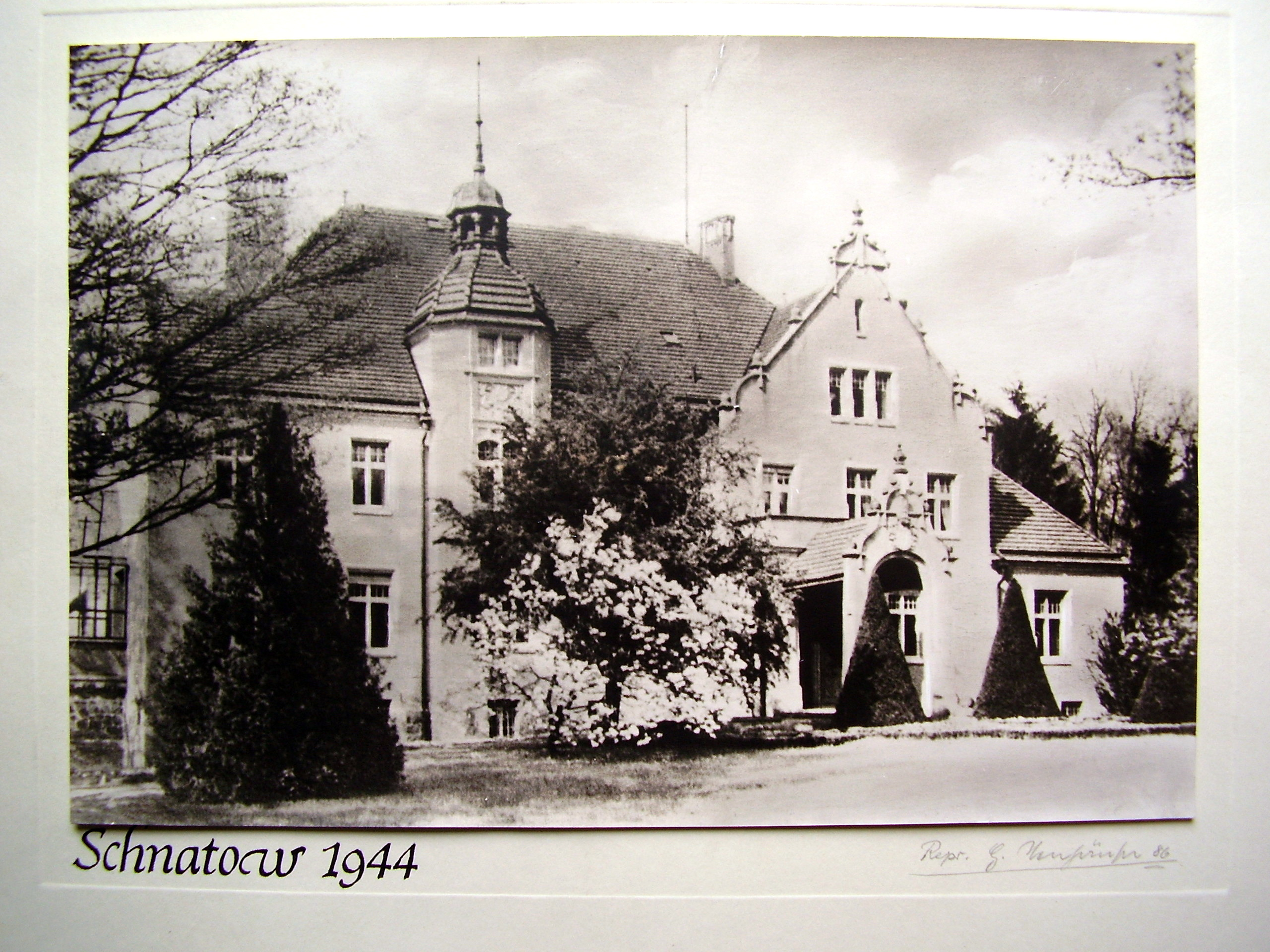
Pałac w Śniatowie
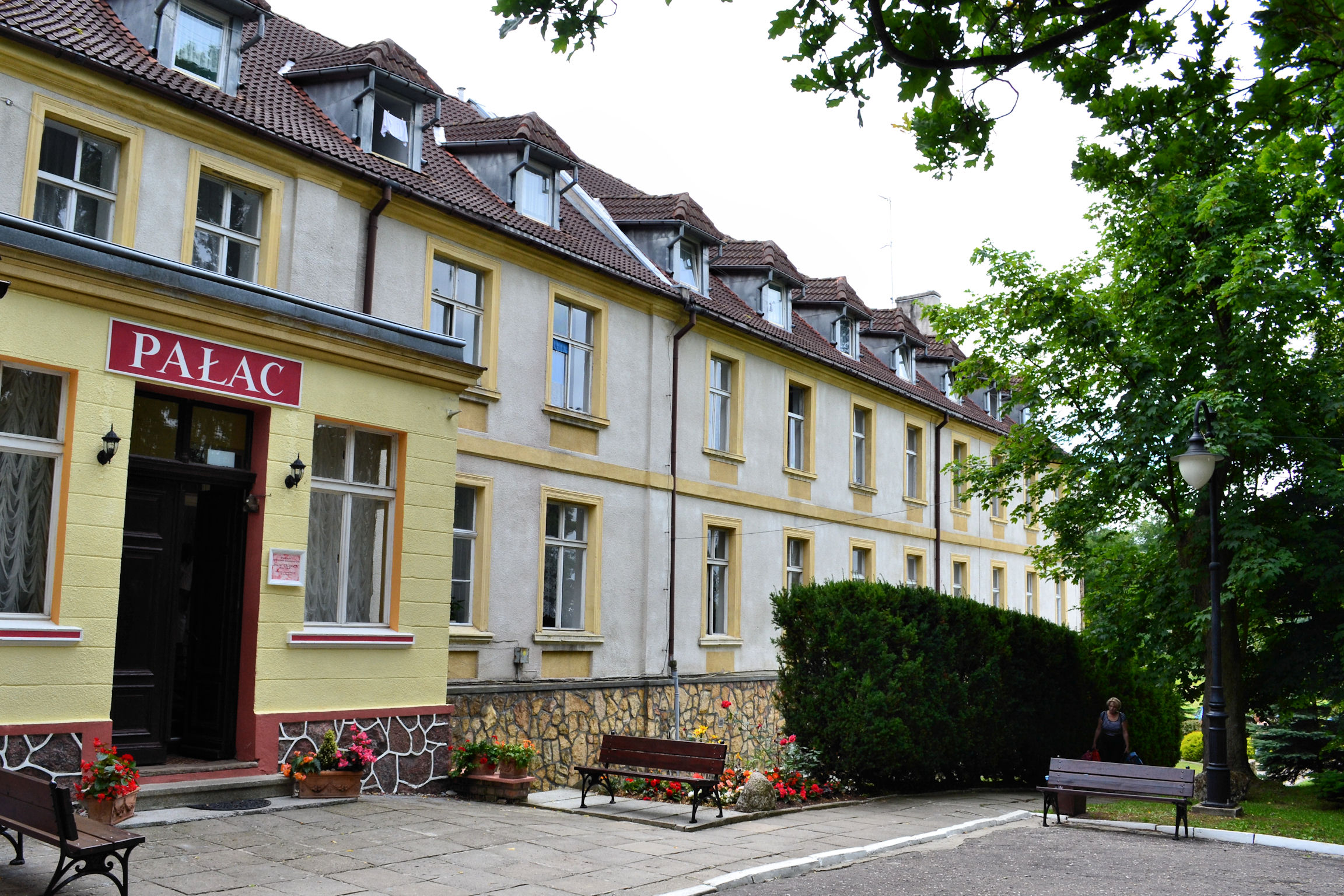
Pałac w Trzęsaczu
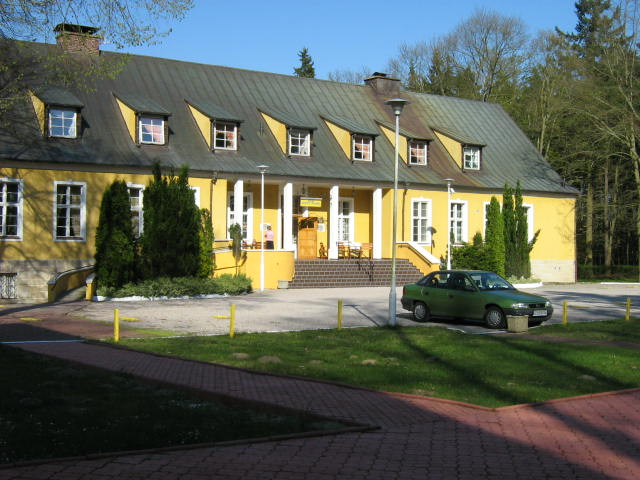
Dwór w Piaskach Wielkich

## Literatura
- Otto Hupp: Münchener Kalender 1931. Verlagsanstalt Buch u. Kunstdruckerei AG, München, Regensburg 1931.
- Genealogisches Handbuch des Adels(inne języki), Adelslexikon Band III, S. 305, Band 61 der Gesamtreihe, C. A. Starke Verlag, Limburg (Lahn) 1975.